# Secession
Secession (auch Sezession; lateinisch secessio „Abspaltung“, „Absonderung“) bezeichnet in der Kunst die Abwendung meist einer Künstlergruppe von einer als nicht mehr zeitgemäß empfundenen Kunstrichtung.
Umgangssprachlich wird das Wiener Secessionsgebäude kurz Secession genannt.

## Historische Secessionen
Programmatisch waren die ersten Secessionen einer Hinwendung zum Jugendstil verpflichtet. In Österreich wie auch Ungarn wurde „Secession“ geradezu ein Synonym für Jugendstil. Tatsächlich ging es bei den deutschen Secessionen um einen eigenen Zugriff auf staatliche Förderungen und um die Abwendung von zwei Institutionen, die den Kunstmarkt beherrschten: vom Wirtschaftsverband der Künstler und von der Allgemeinen Deutschen Kunstgenossenschaft mit ihren Juroren. Die deutsche Sezessionsbewegung war  Teil umfassender Bewegungen zur Lebensreform und gab bedeutende Impulse zur Gründung des Neuen Weimar und für die Kunst des Expressionismus.
Die bekanntesten Beispiele:
- Die Münchner Secession (seit 1892), gegründet vor der Weltausstellung Chicago (Katalogausgabe 15. Juli 1893), an der sich auch Berliner Bildhauer und Maler beteiligten (u. a. Adolf Brütt, Max Kruse, Walter Leistikow, Reinhold Lepsius, Lesser Ury, Max Liebermann)
- Die Wiener Secession (seit 1897)
- Die Berliner Secession, gegründet vor der Weltausstellung Paris 1900 (1898–1933, gleichgeschaltet bis nach 1936)
- Die Stuttgarter Sezession (1923–1937)
- Der Deutsche Künstlerbund (seit 1903), gegründet in Weimar als Dachverband der Secessionen Deutschlands vor der Weltausstellung 1904 in St. Louis.
- Der Blaue Reiter (1911–1914), eine Abspaltung von der Neuen Künstlervereinigung München (N.K.V.M.)

Weitere Secessionen:
- Badische Secession (1927–1936)
- Darmstädter Sezession (1919 gegründet, im „Dritten Reich“ verschwunden, 1945 Neugründung)
- Dresdner Sezession (1919 gegründet, seither mehrere Neugründungen)
- Düsseldorfer Künstler-Vereinigung 1899
- Freie Secession (1914–1924)
- Freie Vereinigung Düsseldorfer Künstler (bereits 1891 gegründet und damit eine der frühesten Secessionen)
- Grazer Sezession (seit 1923)
- Hamburgische Sezession (1919–1933, 1945–1952)
- Das Junge Rheinland (1919–1928)
- Kasseler Sezession (1927–1930)
- Leipziger Sezession
- Münchener Neue Secession (1913–1937)
- Neue Rheinische Sezession (1948–1969)
- Neue Secession (1910–1914)
- Frankfurt-Cronberger-Künstlerbund (Dieser trug zwar nicht die Bezeichnung Secession, wurde aber als eine solche betrachtet.[1])
- Prager Secession (1928–1937)
- Rheinische Sezession (1928–1938, 1946–≈1962)
- Sindelfinger Sezession (1958–1970)
- Stuttgarter Neue Sezession (1929–1933)
- Weimarer Secession (1932–?), gegründet von Walther Klemm, Oswald Baer, Otto Herbig, Karl Pietschmann, Alexander von Szpinger
- Hessische Sezession (1946–1948)